# PGC 47941
LEDA/PGC 47941 ist eine kompakte Galaxie im Sternbild Jungfrau auf der Ekliptik. Sie ist schätzungsweise 1,4 Milliarden Lichtjahre von der Milchstraße entfernt und bildet gemeinsam mit NGC 5230 und PGC 47922 ein optisches Galaxientrio.
Im selben Himmelsareal befinden sich u. a. die Galaxien NGC 5221, NGC 5222, NGC 5226, IC 901. 